# 新宿 (逗子市)
新宿（しんじゅく）は、神奈川県逗子市の町名。現行行政地名は新宿一丁目から新宿五丁目。住居表示実施済み区域。

## 地理
逗子市の南西部に位置し、西と北西に小坪、北に久木、北東に逗子、南東に桜山と接している。

### 河川
- 田越川

### 地価
住宅地の地価は、2023年1月1日の公示地価によれば、新宿3-7-19の地点で26万8000円/m2となっている。

## 世帯数と人口
2021年10月1日現在（逗子市発表）の世帯数と人口は以下の通りである。
| 丁目       | 世帯数    | 人口    |
| ---------- | --------- | ------- |
| 新宿一丁目 | 418世帯   | 848人   |
| 新宿二丁目 | 451世帯   | 1,004人 |
| 新宿三丁目 | 578世帯   | 1,378人 |
| 新宿四丁目 | 371世帯   | 890人   |
| 新宿五丁目 | 106世帯   | 193人   |
| 計         | 1,924世帯 | 4,313人 |

### 人口の変遷
国勢調査による人口の推移。
| 年                 | 人口  |
| ------------------ | ----- |
| 1995年（平成7年）  | 3,212 |
| 2000年（平成12年） | 3,932 |
| 2005年（平成17年） | 4,221 |
| 2010年（平成22年） | 4,381 |
| 2015年（平成27年） | 4,235 |
| 2020年（令和2年）  | 4,335 |

### 世帯数の変遷
国勢調査による世帯数の推移。
| 年                 | 世帯数 |
| ------------------ | ------ |
| 1995年（平成7年）  | 1,201  |
| 2000年（平成12年） | 1,582  |
| 2005年（平成17年） | 1,739  |
| 2010年（平成22年） | 1,815  |
| 2015年（平成27年） | 1,776  |
| 2020年（令和2年）  | 1,920  |

## 学区
市立小・中学校に通う場合、学区は以下の通りとなる（2023年2月時点）。
| 丁目       | 番・番地等                               | 小学校             | 中学校             |
| ---------- | ---------------------------------------- | ------------------ | ------------------ |
| 新宿一丁目 | 全域                                     | 逗子市立逗子小学校 | 逗子市立逗子中学校 |
| 新宿二丁目 | 全域                                     | 逗子市立逗子小学校 | 逗子市立久木中学校 |
| 新宿三丁目 | 全域                                     | 逗子市立逗子小学校 | 逗子市立久木中学校 |
| 新宿四丁目 | 1番〜2番28号 3〜5番 6番38〜42号          | 逗子市立逗子小学校 | 逗子市立久木中学校 |
| 新宿四丁目 | 2番29号〜59号 6番1〜37号・43号〜 7〜16番 | 逗子市立小坪小学校 | 逗子市立久木中学校 |
| 新宿五丁目 | 全域                                     | 逗子市立逗子小学校 | 逗子市立久木中学校 |

## 事業所
2021年現在の経済センサス調査による事業所数と従業員数は以下の通りである。
| 丁目       | 事業所数 | 従業員数 |
| ---------- | -------- | -------- |
| 新宿一丁目 | 21事業所 | 124人    |
| 新宿二丁目 | 32事業所 | 337人    |
| 新宿三丁目 | 20事業所 | 78人     |
| 新宿四丁目 | 18事業所 | 107人    |
| 新宿五丁目 | 3事業所  | 14人     |
| 計         | 94事業所 | 660人    |

### 事業者数の変遷
経済センサスによる事業所数の推移。
| 年                 | 事業者数 |
| ------------------ | -------- |
| 2016年（平成28年） | 78       |
| 2021年（令和3年）  | 94       |

### 従業員数の変遷
経済センサスによる従業員数の推移。
| 年                 | 従業員数 |
| ------------------ | -------- |
| 2016年（平成28年） | 573      |
| 2021年（令和3年）  | 660      |

## 交通
- 国道134号

## 施設
- 逗子海岸
- 披露山公園
- 逗子開成中学校・高等学校

## その他

### 日本郵便
- 郵便番号：249-0007[3]（集配局：逗子郵便局[15]）